# Kaze no Stigma
Kaze no Stigma (風の聖痕 lit. Estigma del viento?) es una novela ligera escrita por Takahiro Yamato e ilustrada por Hanamaru Nanto, publicada por la editorial Fujimi Shobō. Fue adaptada a un manga con los diseños a cargo de Neko Miyakai. A su vez, se estrenó un anime dirigido por Junichi Sakata y animado por Gonzo a mediados del 2007.
El creador de Kaze No Stigma, Takahiro Yamato, falleció el 20 de julio de 2009, aunque no se mencionó la causa de su muerte se sabe que padecía leucemia desde hace tiempo. Con su lamentable deceso las novelas de Kaze no Stigma han quedado incompletas, siendo el volumen 12 el último de la serie.

## Argumento
Cuatro años antes del inicio de la historia, Kazuma Kannagi fue derrotado por su prima Ayano por el derecho de ser el sucesor de la Enraiha, una espada pasada de generación en generación por la familia Kannagi. Su derrota unida a su falta de talento en el En-Jutsu; magia de fuego, la especialidad de la familia Kannagi, resultó motivo para su expulsión de la familia a manos de su padre. Ahora, él regresa como Kazuma Yagami, un maestro del Fū-Jutsu o magia de viento.

## Personajes
Kazuma Yagami (八神 和麻?)
Seiyū: Daisuke Ono
Kazuma es un exmiembro de la casa de los Kannagi. Su padre lo desterró y lo expulsó de la familia tras haber sido derrotado por Ayano durante la ceremonia del sucesor, por el derecho a portar la Enrai-Ha, la espada sagrada de la familia, debido a que no es capaz de utilizar En-Jutsu. Cuatro años después, a la edad de 20 años, él regresa a Japón como un talentoso maestro del Fū-Jutsu. Conforme avanza la historia, Kazuma va demostrando un notable cariño por Ayano, Al punto de darse cuenta de que está enamorado de ella.
Ayano Kannagi (神凪 綾乃?)
Seiyū: Ayumi Fujimura
A sus 16 años, Ayano es una En-Jutsushi talentosa y es la sucesora como cabeza de la familia Kannagi , suele hacer las cosas por su cuenta aun cuando vaya contra las órdenes de otro. Podría decirse que parece indisciplinada, pero se debe a que se siente bastante orgullosa de su herencia. A pesar de que dice odiar a Kazuma, Ayano siente un afecto hacia él, pero odia que Kazuma' intente hacer algo con ella y es propensa a la ira cuando él se acerca a otra mujer, Kazuma es la única persona que ve a Ayano como la más fuerte, por encima incluso de su propio padre.

### Familia Kannagi
Ren Kannagi (神 凪 炼?)
Seiyū: Rika Morinaga
El hermano menor de Kazuma. Él admira a Ayano y adora a Kazuma, afirmando que un día espera ser tan fuerte como él para que pueda proteger a todos. Ren parece ser muy popular en su escuela, sobresaliendo en sus estudios y en sus habilidades atléticas. 
Más tarde se enamora de una chica llamada Ayumi, pero descubre que es un clon creado para ser sacrificado en un ritual. El poder de Ren es la Llama de Oro, del cual dicen que tiene el mayor efecto de purificación.
Genma Kannagi (神凪 厳馬?)
Seiyu: Rikiya Koyama
Es el estricto padre de Ren y Kazuma. A pesar de que es responsable de desterrar a Kazuma de la familia Kannagi, sólo quería que su hijo encontrara su propio camino en la vida. Al igual que Kazuma, Genma tiene problemas para expresar sus sentimientos delante de los demás; de hecho, los dos son tan testarudos que cada vez se encuentran, inmediatamente entablan combate. Ambos tienen bastantes cosas en común, pero a causa de la testarudez de ambos, no están dispuestos a admitirlas. A pesar de que Kazuma lo derrota , Genma es el En-Jutsushi más fuerte del clan y ejerce el azul Llama Divina, Souen, que sólo otros once han ejercido desde la fundación del clan.
Jūgo Kannagi (神凪 重悟?)
Seiyū: Masaki Terasoma
Es el padre Ayano y primo de Genma, y es el actual jefe de la familia Kannagi. Jūgo se preocupa por su terca hija, y lamenta no poder parar la expulsión de Kazuma de la familia. Convencido de que Kazuma es esencial para el clan, crea constantemente situaciones en las que Ayano esté con Kazuma. Como jefe de la familia Kannagi, Jūgo es responsable de dirigir a los demás miembros de las familias central y secundaria.

## Contenido de la obra

### Novela ligera
Creado por Takahiro Yamato, Kaze no Stigma se publica desde el 2002 por la editora Fujimi Shobō en la revista Dragon Magazine. Actualmente consta de 11 volúmenes, 6 de ellos principales, y los otros 5 historias cortas (Kaze no Stigma: Ignition). 
| Volúmenes de Kaze no Stigma | Volúmenes de Kaze no Stigma | Volúmenes de Kaze no Stigma   |
| Volumen                     | ISBN                        | Fecha de publicación en Japón |
| --------------------------- | --------------------------- | ----------------------------- |
| 01                          | ISBN 4-8291-1403-7          | Enero de 2002                 |
| 02                          | ISBN 4-8291-1447-9          | Julio de 2002                 |
| 03                          | ISBN 4-8291-1494-0          | Febrero de 2003               |
| 04                          | ISBN 4-8291-1558-0          | Octubre de 2003               |
| 05                          | ISBN 4-8291-1599-8          | 19 de marzo de 2004           |
| 06                          | ISBN 4-8291-1769-9          | 20 de octubre de 2005         |

| Volúmenes de Kaze no Stigma: Ignition | Volúmenes de Kaze no Stigma: Ignition | Volúmenes de Kaze no Stigma: Ignition |
| Volumen                               | ISBN                                  | Fecha de publicación en Japón         |
| ------------------------------------- | ------------------------------------- | ------------------------------------- |
| 01                                    | ISBN 4-8291-1403-7                    | 20 de agosto de 2004                  |
| 02                                    | ISBN 4-8291-1720-6                    | 20 de mayo de 2005                    |
| 03                                    | ISBN 4829119082                       | Marzo de 2007                         |
| 04                                    | ISBN 4-8291-1940-3                    | Junio de 2007                         |
| 05                                    | ISBN 4-8291-1984-5                    | 20 de diciembre de 2007               |

### Anime
Dirigido por Junichi Sakata y realizado por Gonzo, se estrenó el 11 de abril de 2007 por Chiba TV. Está compuesto de 24 episodios, transmitiéndose el último episodio el 20 de septiembre de 2007

#### Openings
| #      |                                                   |             |
| Título | Intérprete                                        |             |
| 1      | Ráfaga de viento (Blast of wind』 Blast of Wind?) | Saori Kiuji |

#### Endings
| #      |                                                                  |                                             |
| Título | Intérprete                                                       |                                             |
| 1      | De un impulso del cielo (『ひとりきりの空』 Hitorikiri no Sora?) | Saori Kiuji                                 |
| 2      | Kiwoku un guiño (『瞬きのキヲク』 Matataki no Kiwoku?)           | Ayumi Fujimura, Yuka Inokuchi y Shizuka Itō |
| 3      | Flor lunar de la vida (『月華の祈り』 Tsuki Hana no Inori?)      | Sakai Kanako                                |

### Manga
Se ha realizado una adaptación a manga, a cargo del dibujante Neko Miyakai y se publica mensualmente en Dragon Magazine. Actualmente sólo se ha publicado un tankōbon y se espera el segundo en marzo de 2008.
| Volumen | ISBN               | Fecha de publicación en Japón |
| ------- | ------------------ | ----------------------------- |
| 01      | ISBN 4-04-712511-3 | 7 de septiembre de 2007       |
| 02      | ISBN 4047125384    | 10 de marzo de 2008           |

## Definiciones
Maestros del arte espiritual (精霊術師 Seirei Jutsushi?)
Basados en los cuatro elementos fundamentales fuego, viento, tierra, y agua.
Técnica de fuego (炎術 En-jutsu?)
Las artes de fuego son las más eficaces para el combate. Los que controlan esta técnica, son conocidos como "Maestros del arte de fuego" (炎術師 En-jutsushi?) y pueden controlar a los espíritus de la flama. El clan Kannagi y el clan McDonald son dos familias famosas en el uso del En-jutsu en Japón y América, respectivamente. Las energías comunes incluyen emitir bolas de fuego.
Enraiha (炎雷覇 Enraiha?)
Una espada sagrada con propiedades de fuego, que se entrega de generación en generación al sucesor de la familia de Kannagi. Se cree que fue dado a los Kannagi por Seirei-Ou de los Honō, señor espíritu de la flama. Ayano, que ganó el derecho de llevarla cuando derrotó a Kazuma en la ceremonia de sucesión cuatro años atrás, puede convocar Enraiha siempre que ella lo requiera. Si se cae de su mano, puede materializar allí otra vez. Más adelante, en la serie, Kazuma demuestra que puede utilizar su energías como contratista en Enraiha para permitir temporalmente que la espada posea la llama divina azul, Sōen.
Fuego de los dioses (Kami no Honö?)
Solo los Enjutsushis más fuertes pueden lograr esta técnica.  A lo largo de la historia, solo once personas del clan Kannagi lograron realizarla. Es una táctica que se basa en la creación de fuego azul. Quién puede hacer esto es Genma Kannagi, el padre de Kazuma.y kazuma su hijo
Señor espíritu de la flama (焔の精霊王 Honō no Seirei-Ou?)
El fundador del clan Kannagi inscrito originalmente en un contrato con él hace mil años, y la familia Kannagi deriva su fuerza de su energía.
Fuego de la purificación (浄化の炎 Jōka no Honō?)
El fuego de la purificación tiene la energía de ejercitar yōma de sus anfitriones o del ambiente. El clan Kannagi está a cargo del yōma maligno de purificación y de supresión en Japón, debido a su contrato con el señor espíritu de la flama. Ren Kannagi, que utiliza la llama de oro, se dice que tiene los efectos más grandes de purificación.
Técnica de viento (風術 Fū-jutsu?)
Las artes del viento son las más eficaces para el reconocimiento. Los que los usan, son conocidos como "Maestros del arte del viento" (風術師 Fū-jutsushi?) y pueden controlar a los espíritus del viento. Fū-Jutsushi puede encubrir su propia presencia y es mejor en la detección de usuarios que controlen otros elementos. El clan de Fūga, formado por Fū-Jutsushi, sirvió a los Kannagis por 300 años pero se separan y buscan venganza por su subyugación.
Señor espíritu del viento (風の精霊王 Kaze no Seirei-Ou?)
El Señor espíritu del viento, con quién Kazuma ha entrado en un contrato.
Viento de la purificación (浄化の風 Jōka no Kaze?)
Similar al fuego de la purificación.
Técnica de tierra (地術 Chi-jutsu?)
Los usuarios de esta técnica son conocidos como "Maestros del arte de tierra" (地術師 Chi-jutsushi?). Conocen al clan de Tsuwabuki como el de más alcance en el chi-jutsushi. Los ataques comunes son subida de puntos en la tierra, creando terremotos.
Técnica de agua (水術 Sui-jutsu?)
El arte del agua, conocida como sui-jutsu, sería el más fuerte contra el En-jutsu, sin embargo esto puede ser parcial, si es que el maestro de en-jutsu perfecciona su técnica.
Contratista (コントラクター（契約者） Konturakuta (Keiyakusha)?)
Un Contratista es una persona que entra en un contrato con un señor espiritual. Ese contrato concede al usuario la energía de convocar a todos los espíritus (de cierto elemento, dependiendo del elemento del señor espiritual) en la atmósfera o aún en la energía del señor espiritual. Se dice que los contratistas tienen el mayor dominio de energía, pero su uso de él es muy limitado, como que la gran energía pondría una tensión en su cuerpo. En la mayoría de los casos, una porción de la energía del contratista duraría en su linaje para las generaciones futuras.
Jingi (神器 Jingi?)
Un artículo dado por el rey espiritual. Pueden amplificar los poderes de los jutsu del contratista.
Kokūsen (虚空閃 Kokūsen?)
Un jingi dado por el rey del espíritu del viento, Kokūsen es una arma que puede amplificar unas capacidades en el Fū-jutsu. Junto con Enraiha, Kokūsen es una de las grandes armas elementales. Primero apareció en el volumen 6 de la novela, donde rechazó su wielder actual después de que Kazuma, que es un contratista del viento, lo manejó.
Elixir (エリクサー Erikusā?)
Un producto de la alquimia, que es muy extremadamente rara. Cura y rejuvenece a la persona que lo usa.
Yōma (妖魔?  lit. fantasma)
Los Yōma son demonios que aparecen a través de la historia. Ellos pueden poseer a la gente y darle energía mientras devoran sus almas. Se consideran demonios malignos y son utilizados de maneras negativa por algún Jutsushi. La mayoría de yōma no tienen nombres pues no son de gran importancia.
Limo (スライム Suraimu?)
Un yōma en forma de limo. Pueden controlar a más personas y absorber toda su energía.
Belial (ベリアル Beriaru?)
El más fuerte de todos los Yōma. Fue convocado en parte por Burnheart vía Lapis del sacrificio de las semillas para destruir Tokio y traer la desesperación de Kazuma. Sin embargo, fue prevenido de hacer así que por las energías combinadas del ataque del contratista de Kazuma, del ataque de fuego de la llama del dios de Ayano, y de Ren.